# Escovopsis aspergilloides
Escovopsis aspergilloides är en svampart som beskrevs av Seifert, Samson & Chapela 1995. Escovopsis aspergilloides ingår i släktet Escovopsis, ordningen köttkärnsvampar, klassen Sordariomycetes, divisionen sporsäcksvampar och riket svampar.   Inga underarter finns listade i Catalogue of Life.